# Coupe de Belgique masculine de water-polo
La coupe de Belgique de water-polo est une compétition annuelle belge de water-polo. Organisée par la Fédération royale belge de natation dans un objectif explicite de promotion du water-polo, elle est ouverte à l'ensemble des équipes masculines belges.

## Déroulement
À la fin des années 2000, les équipes des divisions 2, 3 et 4 s'affrontent dès les 32es de finale. Les quarts de finalistes de l'édition précédentes entrent en jeu au moment des huitièmes de finale. Un système de handicap en nombre de buts soutient les équipes de division inférieure.
Le vainqueur de la coupe obtient le droit de participer au trophée de la Ligue européenne de natation, la seconde coupe d'Europe des clubs, possibilité transmise au finaliste si ce vainqueur est également le champion national.

## Palmarès masculin
- 1990 : Koninklijke Antwerpse Zwemclub
- 1991 : Cercle royal de natation de Tournai
- 1992 : Cercle royal de natation de Tournai
- 1993 : Cercle royal de natation de Tournai
- 1994 : Kortrijkse Zwemkring
- 1995 : Cercle royal de natation de Tournai
- 1996 : Kortrijkse Zwemkring
- 1997 : Royal Dauphins mouscronnois
- 1998 : Kortrijkse Zwemkring
- 1999 : Kortrijkse Zwemkring
- 2000 : Koninklijke Antwerpse Zwemclub Scaldis
- 2001 : Kortrijkse Zwemkring
- 2002 : Royal Dauphins mouscronnois
- 2003 : Koninklijke Antwerpse Zwemclub Scaldis
- 2004 : Royal Dauphins mouscronnois
- 2005 : Kortrijkse Zwemkring
- 2006 : Kortrijkse Zwemkring
- 2007 : Kortrijkse Zwemkring
- 2008 : Kortrijkse Zwemkring
- 2009 : Kortrijkse Zwemkring
- 2010 : Kortrijkse Zwemkring[2]
- 2011 : Royal Dauphins mouscronnois
- 2012 : Cercle royal de natation de Tournai
- 2013 : Royal Dauphins mouscronnois
- 2014 : Royal Brussels Poseidon
- 2015 : Royal Dauphins mouscronnois
- 2016 : Royal Dauphins mouscronnois
- 2017 : Cercle royal de natation de Tournai
- 2018 : Racing Swimming Club Mechelen
- 2019 : Koninklijke Antwerpse Zwemclub Scaldis
- 2020 -------
- 2021 -------
- 2022 : Koninklijke Antwerpse Zwemclub Scaldis
- 2023 : Royal Dauphins mouscronnois
- 2024 : Royal Dauphins mouscronnois

## Sources et références
- [PDF] Palmarès de la coupe de Belgique, Water-polo.be : le water-polo belge, 2009 ; page consultée le 16 avril 2010.

1. 1 2 3  Règlement de la coupe de Belgique de water-polo 2009-2010, Fédération royale belge de natation, 2009 ; page consultée le 16 avril 2010.
2. ↑  « Mouscron perd en finale de la coupe », Nord éclair, 17 avril 2010.